# David Segal
David Segal (Londres, Reino Unido, 20 de marzo de 1937) fue un atleta británico, especializado en la prueba de 4 x 100 m en la que llegó a ser medallista de bronce olímpico en 1960.

## Carrera deportiva
En los JJ. OO. de Roma 1960 ganó la medalla de bronce en los relevos 4 x 100 metros, con un tiempo de 40.2 segundos, llegando a meta tras Alemania con 39.5 segundos igualó el récord del mundo, y la Unión Soviética (plata), siendo sus compañeros de equipo: David Jones, Peter Radford y Nick Whitehead.